# Ardisia herrerana
Ardisia herrerana är en viveväxtart som beskrevs av Pipoly och Ricketson. Ardisia herrerana ingår i släktet Ardisia och familjen viveväxter. Inga underarter finns listade i Catalogue of Life.